# Stamnareds socken
Stamnareds socken i Halland ingick i Himle härad, ingår sedan 1971 i Varbergs kommun och motsvarar från 2016 Stamnareds distrikt.
Socknens areal är 11,95 kvadratkilometer, varav 11,59 land. År 2000 fanns här 252 invånare. Kyrkbyn Stamnared med sockenkyrkan Stamnareds kyrka ligger i socknen.  

## Administrativ historik
Stamnareds socken har medeltida ursprung.
Vid kommunreformen 1862 övergick socknens ansvar för de kyrkliga frågorna till Stamnareds församling och för de borgerliga frågorna till Stamnareds landskommun. Landskommunen uppgick 1952 i Lindberga landskommun som 1971 uppgick i Varbergs kommun. Församlingen uppgick 2010 i Lindberga församling.
1 januari 2016 inrättades distriktet Stamnared, med samma omfattning som församlingen hade 1999/2000.  
Socknen har tillhört fögderier och domsagor enligt Himle härad. De indelta båtsmännen tillhörde Norra Hallands första båtsmanskompani.

## Geografi
Stamnareds socken ligger nordost om Varberg.  Socknen är en kuperad skogsbygd med odlade dalgångar. Största insjö är Stamsjö.

## Fornlämningar
Från stenåldern finns ett par boplatser och en hällkista,och från bronsåldern finns fem gravrösen.

## Namnet
Namnet (1478 Staffnärydh) kommer från kyrkbyn. Förleden kan innehålla mansbinamnet Stafn med innebörd 'stäv (på ett skepp)'. Efterleden är ryd, 'röjning'.

## Befolkningsutveckling
| Befolkningsutvecklingen i Stamnareds socken 1750–1990                                                   | Befolkningsutvecklingen i Stamnareds socken 1750–1990 | Befolkningsutvecklingen i Stamnareds socken 1750–1990 | Befolkningsutvecklingen i Stamnareds socken 1750–1990 | Befolkningsutvecklingen i Stamnareds socken 1750–1990 |
| --- | ----------------------------------------------------- | ----------------------------------------------------- | ----------------------------------------------------- | ----------------------------------------------------- |
| |                                                       |                                                       |                                                       |                                                       |
| År |                                                       |                                                       | Folkmängd                                             |                                                       |
| 1750 | 1750                                                  |                                                       | 199                                                   |                                                       |
| 1760 | 1760                                                  |                                                       | 193                                                   |                                                       |
| 1769 | 1769                                                  |                                                       | 224                                                   |                                                       |
| 1780 | 1780                                                  |                                                       | 248                                                   |                                                       |
| 1800 | 1800                                                  |                                                       | 264                                                   |                                                       |
| 1810 | 1810                                                  |                                                       | 271                                                   |                                                       |
| 1820 | 1820                                                  |                                                       | 275                                                   |                                                       |
| 1830 | 1830                                                  |                                                       | 320                                                   |                                                       |
| 1840 | 1840                                                  |                                                       | 344                                                   |                                                       |
| 1850 | 1850                                                  |                                                       | 400                                                   |                                                       |
| 1860 | 1860                                                  |                                                       | 514                                                   |                                                       |
| 1870 | 1870                                                  |                                                       | 479                                                   |                                                       |
| 1880 | 1880                                                  |                                                       | 470                                                   |                                                       |
| 1890 | 1890                                                  |                                                       | 457                                                   |                                                       |
| 1900 | 1900                                                  |                                                       | 412                                                   |                                                       |
| 1910 | 1910                                                  |                                                       | 384                                                   |                                                       |
| 1920 | 1920                                                  |                                                       | 365                                                   |                                                       |
| 1930 | 1930                                                  |                                                       | 370                                                   |                                                       |
| 1940 | 1940                                                  |                                                       | 317                                                   |                                                       |
| 1950 | 1950                                                  |                                                       | 266                                                   |                                                       |
| 1960 | 1960                                                  |                                                       | 247                                                   |                                                       |
| 1970 | 1970                                                  |                                                       | 240                                                   |                                                       |
| 1980 | 1980                                                  |                                                       | 224                                                   |                                                       |
| 1990 | 1990                                                  |                                                       | 229                                                   |                                                       |
| Anm: Källor: Umeå universitet - Tabellverket 1749-1859, Demografiska databasen, CEDAR, Umeå universitet |                                                       |                                                       |                                                       |                                                       |